# Jrashen (Armavir)
Pour les articles homonymes, voir Jrashen.
Jrashen (en arménien Ջրաշեն) est une communauté rurale du marz d'Armavir, en Arménie. Elle compte 856 habitants en 2009.